# غدوه
غدوه (به عربی: غدوة) یک منطقهٔ مسکونی در لیبی است که در استان سبها واقع شده‌است.